# Лећевица
Лећевица је насељено место и седиште општине у Сплитско-далматинској жупанији, Република Хрватска.

## Географски положај
Налази се у залеђу Каштела.

## Историја
До територијалне реорганизације у Хрватској налазила се у саставу старе општине Каштела.

## Становништво
На попису становништва 2011. године, општина Лећевица је имала 583 становника, од чега у самој Лећевици 218.

### Општина Лећевица
| Број становника по пописима | Број становника по пописима | Број становника по пописима | Број становника по пописима | Број становника по пописима | Број становника по пописима | Број становника по пописима | Број становника по пописима | Број становника по пописима | Број становника по пописима | Број становника по пописима | Број становника по пописима | Број становника по пописима | Број становника по пописима | Број становника по пописима | Број становника по пописима |
| --------------------------- | --------------------------- | --------------------------- | --------------------------- | --------------------------- | --------------------------- | --------------------------- | --------------------------- | --------------------------- | --------------------------- | --------------------------- | --------------------------- | --------------------------- | --------------------------- | --------------------------- | --------------------------- |
| 1857.                       | 1869.                       | 1880.                       | 1890.                       | 1900.                       | 1910.                       | 1921.                       | 1931.                       | 1948.                       | 1953.                       | 1961.                       | 1971.                       | 1981.                       | 1991.                       | 2001.                       | 2011.                       |
| 2.031                       | 2.252                       | 2.408                       | 2.605                       | 2.793                       | 3.066                       | 2.981                       | 3.100                       | 2.851                       | 2.825                       | 2.584                       | 2.075                       | 1.480                       | 1.041                       | 740                         | 583                         |

Напомена: Настала из старе општине Каштела.

### Лећевица (насељено место)
| Број становника по пописима | Број становника по пописима | Број становника по пописима | Број становника по пописима | Број становника по пописима | Број становника по пописима | Број становника по пописима | Број становника по пописима | Број становника по пописима | Број становника по пописима | Број становника по пописима | Број становника по пописима | Број становника по пописима | Број становника по пописима | Број становника по пописима | Број становника по пописима |
| --------------------------- | --------------------------- | --------------------------- | --------------------------- | --------------------------- | --------------------------- | --------------------------- | --------------------------- | --------------------------- | --------------------------- | --------------------------- | --------------------------- | --------------------------- | --------------------------- | --------------------------- | --------------------------- |
| 1857.                       | 1869.                       | 1880.                       | 1890.                       | 1900.                       | 1910.                       | 1921.                       | 1931.                       | 1948.                       | 1953.                       | 1961.                       | 1971.                       | 1981.                       | 1991.                       | 2001.                       | 2011.                       |
| 637                         | 725                         | 785                         | 885                         | 933                         | 1.047                       | 967                         | 947                         | 772                         | 828                         | 733                         | 604                         | 485                         | 361                         | 252                         | 218                         |

Напомена: У 1991. повећано припајањем насеља Убле, које је престало да постоји, и дела насеља Радошић. У 1857, 1869. и од 1910. до 1948. део података садржан је у насељу Радошић. У 1869, 1921. и 1931 садржи податке за бивше насеље Убле.
Срби живе у засеоку Убле, које је све до пописа 1991. године, било самостално насеље.

### Попис 1991.
На попису становништва 1991. године, насељено место Лећевица је имало 361 становника, следећег националног састава:
| Попис 1991.‍ | Попис 1991.‍ | Попис 1991.‍ | Попис 1991.‍ | Попис 1991.‍ |
| ----------- | ----------- | ----------- | ----------- | ----------- |
|             |             |             |             |             |
| Хрвати      | Хрвати      |             | 277         | 76,73%      |
| Срби        | Срби        |             | 77          | 21,32%      |
| Југословени | Југословени |             | 3           | 0,83%       |
| остали      | остали      |             | 1           | 0,27%       |
| непознато   | непознато   |             | 3           | 0,83%       |
| укупно: 361 |             |             |             |             |

## Култура
У Ублима се налази православна црква Рођења Пресвете Богородице из 1770. године. У самој Лећевици је римокатоличка црква Св. Мартина.

## Презимена
- Беара — Православци
- Ливаја — Православци
- Козлица — Православци
- Кривић — Православци
- Остојић — Православци
- Пркут — Православци
- Стрижак — Православци